# Trilogía de Nueva York
Trilogía en Nueva York (originalmente estrenada en inglés como Torch Song Trilogy) es una película estadounidense dirigida por Paul Bogart que adapta la obra teatral homónima de Harvey Fierstein. Esta tragicomedia estrenada el 14 de diciembre de 1988 está protagonizada por el propio Fierstein, junto a Anne Bancroft, Matthew Broderick y Brian Kerwin. El productor ejecutivo de la película, Ronald K. Fierstein, es el hermano de Harvey Fierstein. El autor quiso destacar el trabajo del transformista Charles Pierce creando el papel de Bertha Venation específicamente para él. Broderick originalmente rechazó el papel de Alan porque estaba recuperándose de un accidente automovilístico que había tenido en Irlanda. Por ello se contrató a Tate Donovan, pero dos días antes de que empezaran los ensayos Broderick cambió de opinión y contactó con Fierstein, que despidió a Donovan.
Aunque la obra teatral dura más de cuatro horas, se redujo a dos para la película, a instancias de la distribuidora, New Line Cinema, por lo que hubo que cortar escenas y añadir más discontinuidades en el guion. Además, el tiempo representado en la película es varios años anterior al representado en la obra de teatro.

## Argumento
Se narran, en tres etapas, diez años de la vida de Arnold Beckoff, un transformista profesional gay que vive en Nueva York.
- 1971: Arnold conoce a Ed, un profesor bisexual, y se enamoran. Sin embargo Ed no asume su sexualidad y deja a Arnold por una chica, Laurel.
- 1973-79: durante unas navidades Arnold conoce al amor de su vida, un modelo llamado Alan. Inician una relación y se van a vivir juntos. Posteriormente van a pasar un fin de semana con Ed y Laurel al campo, donde su relación se pone a prueba pero consigue superarla. Asentados totalmente como pareja solicitan acoger a un niño con vistas a adoptarlo. Les conceden la custodia de un adolescente gay, David, y se mudan a un apartamento más grande. Pero el primer día en su nuevo hogar Alan resulta muerto en un ataque homófobo.
- 1980: meses después del fallecimiento de Alan, en la siguiente primavera, la madre de Arnold viene a visitarlo desde Florida, pero la visita provocará una confrontación pendiente entre ellos. La madre de Arnold no aprueba su homosexualidad, ni la adopción que planea, así como que haya enterrado a Alan en el terreno familiar del cementerio. Tienen varias discusiones donde Arnold le pide que lo acepte como es, diciéndole que si no puede hacerlo no tiene lugar en su vida. A la mañana siguiente antes de que ella vuelva a Florida tienen una conversación donde por primera vez ambos parecen entenderse. Finalmente Arnold se siente completo con David y Ed en su vida (este último ahora ha madurado y está más centrado), y con éxito profesional en su nueva revista.

## Reparto
- Harvey Fierstein: Arnold Beckoff
- Anne Bancroft: madre de Arnold
- Matthew Broderick: Alan Simon, pareja de Arnold
- Brian Kerwin: Ed Reese
- Karen Young: Laurel
- Eddie Castrodad: David
- Ken Page: Murray
- Charles Pierce: Bertha Venation
- Axel Vera: Marina Del Ray

## Banda sonora
La banda sonora de Trilogía en Nueva York salió al mercado el 8 de diciembre de 1988 en casete y el 25 de octubre de 1990 en CD. La canción This Time the Dream's On Me (Esta vez el sueño es sobre mi) de Ella Fitzgerald, que se usa varias veces a lo largo de la película, incluidos los títulos finales, no apareció en la distribución comercial de la banda sonora debido a las restricciones contractuales del sello de Fitzgerald. Tampoco aparece en este disco Maggie May de Rod Stewart que sonaba en la escena del bar de la película, pero los productores pensaron que no casaba con el resto de la música. La lista de canciones es la siguiente:
1. "'S Wonderful" ('S maravilloso) - Count Basie Orchestra, Joe Williams
2. "Dames" (Damas) - Harvey Fierstein, Nick Montgomery, Robert Neary, Ken Page, Charles Pierce, Axel Vera
3. "But Not for Me" (Pero no para mi)- Billie Holiday
4. "Body and Soul" (Cuerpo y alma)
5. "Svelte" (esbelto) - Harvey Fierstein
6. "Skylark" (alondra) - Marilyn Scott
7. "I Loves You, Porgy" (Te amo, Porgy) - Bill Evans
8. "Can't We Be Friends?" (¿Podemos ser amigos?) - Anita O'Day
9. "Love for Sale" (Amor en venta) - Harvey Fierstein
10. "What's New?" (¿Qué hay de nuevo?) - Billie Holiday

## Premios y nominaciones
En el festival de cine de Deauville de 1989 Bogart fue nominado al premio de la crítica y ganó el premio de la audiencia. La película fue nominada el mismo año en los premios Independent Spirit como mejor largometraje y a la mejor interpretación masculina protagonista, realizada por Fierstein.